# Vosecké lípy
Vosecké lípy je stromořadí památných stromů v Oseku části obce Řenče. Deset lip malolistých (Tilia cordata Mill.) roste v nadmořské výšce 425 m. Stromy rostou na trojúhelníkové návsi a tvoří stromořadí okolo šestiboké kaple a památníku padlým vojákům 1. světové války. Obvody kmenů se pohybují od 140–240 cm (měřeno 2013), lípy nejeví žádné známky poškození. Jsou chráněny od 20. dubna 2013 jako esteticky zajímavé stromy, krajinná dominanta, součást kulturní památky.